# غونار بيرغ (ملحن)
غونار بيرغ (بالدنماركية: Gunnar Berg)‏ هو ملحن دنماركي، ولد في 11 يناير 1909، وتوفي في 25 أغسطس 1989.

## وصلات خارجية
- غونار بيرغ على موقع ميوزك برينز (الإنجليزية)
- غونار بيرغ على موقع ديسكوغز (الإنجليزية)